# Friedrich Robert Helmert
Friedrich Robert Helmert (1843-1917) va ser un geodesista i matemàtic alemany, considerat com el pare de la geodèsia per la seva definició d'aquesta com a la «ciència de la mesura i de la representació de la Terra», una definició que va ser vàlida gairebé tres quarts de segle, fins que instruments de mesura més precisos van permetre eixamplar la geodèsia cap a la mesura i la descripció del camp de gravitació.
Va nàixer el 31 de juliol de 1843 a la ciutat minera de Freiberg al Regne de Saxònia. Va estudiar al l'Escola Reial Politècnica de Saxònia de Dresden. És conegut per l'equació de Helmert sobre el valor de l'acceleració de la gravetat en funció de la latitud i de l'altitud. Va ser professor a la Universitat Técnica (RWTH) d'Aquisgrà i la Universitat Humboldt de Berlín.

## Reconeixement
- Un cràter lunar porta el seu nom[5]
- La «Torre Helmert» (Helmertturm) a Potsdam, una torre d'observació geodèsica
- La «Plaça Helmert» a la seva ciutat natal[6]
- El vaixell oceanogràfic «Fugro Helmert» (2013)

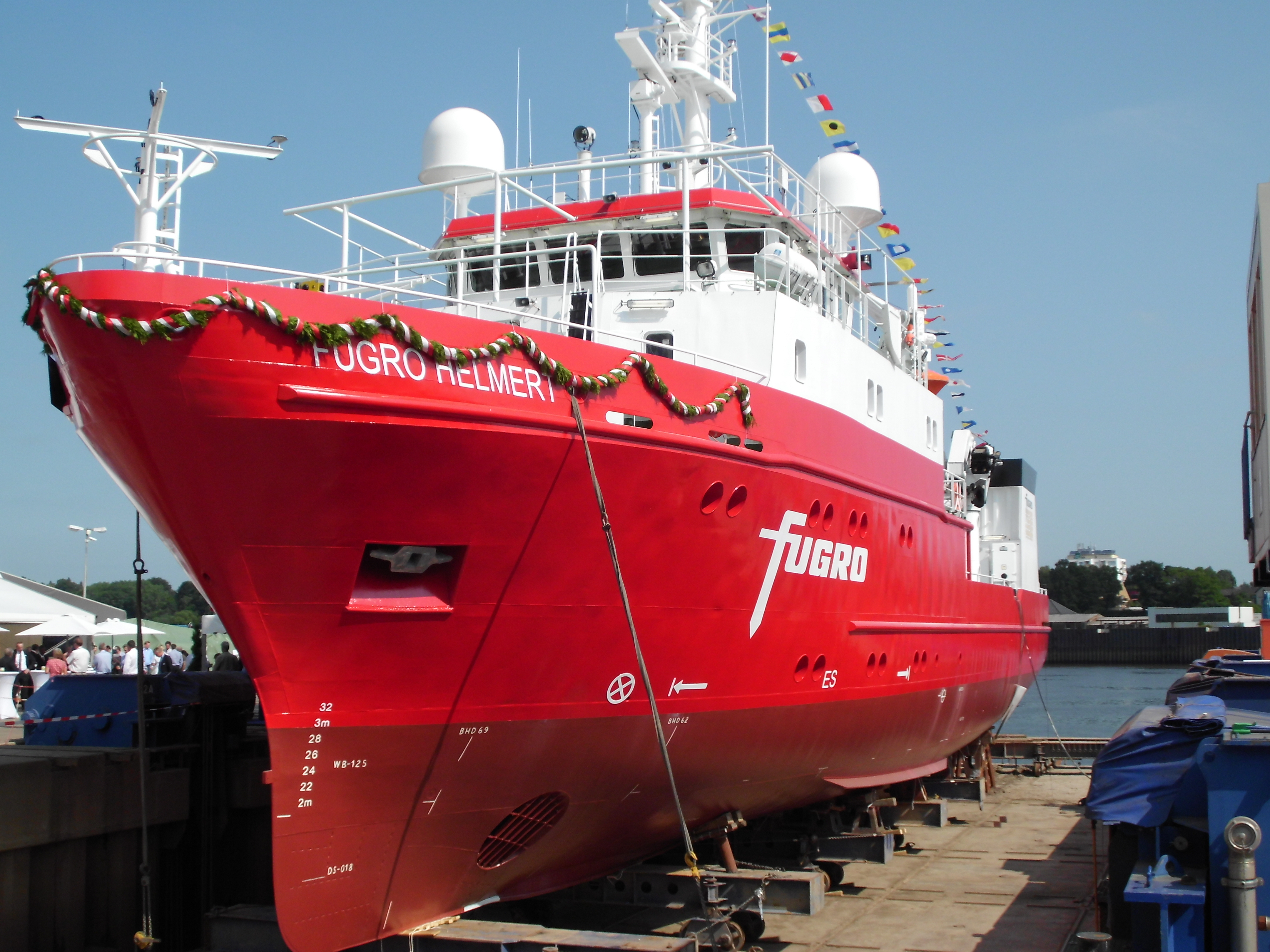
El «Fugro Helmert»
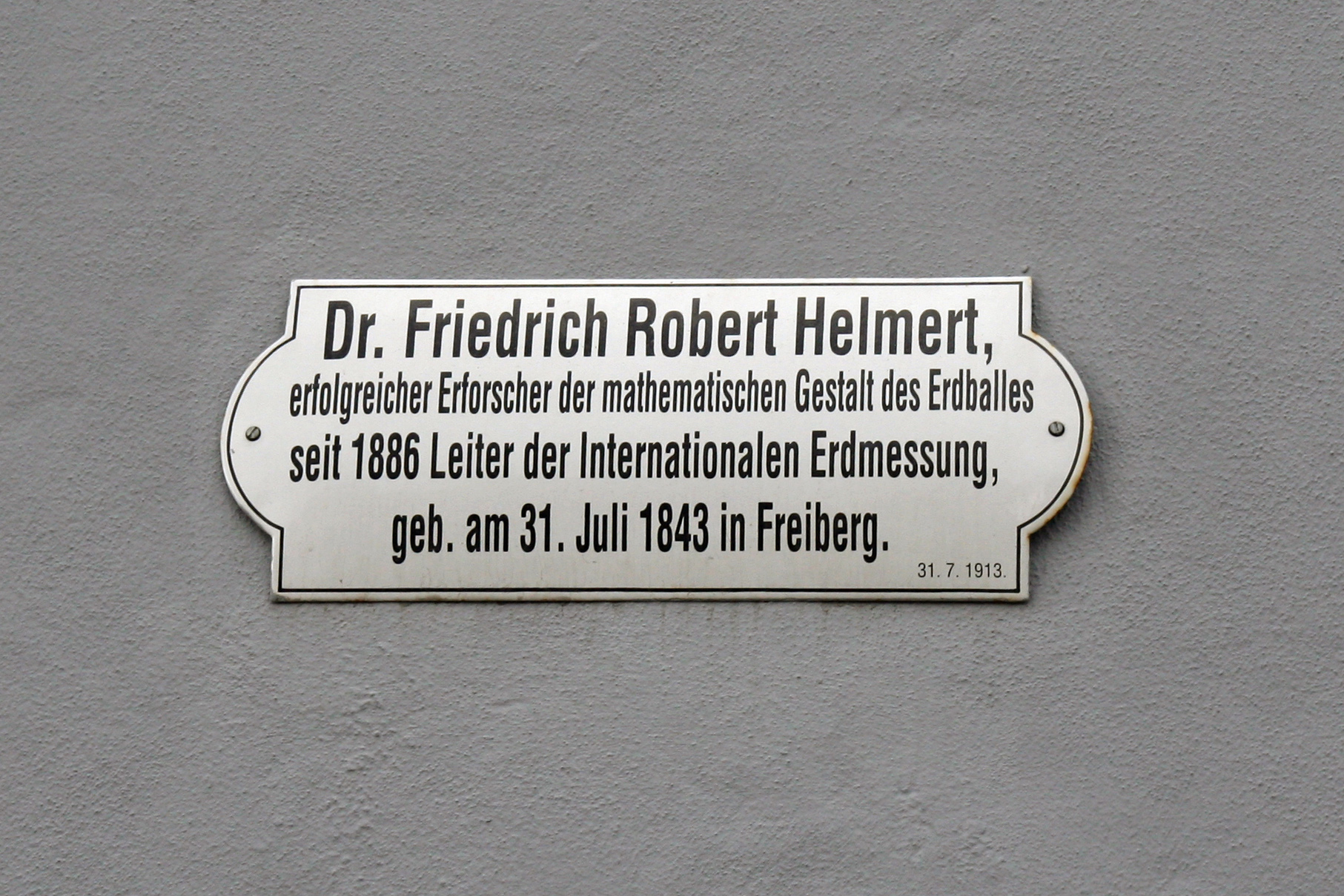
Placa commemoratiu a Freiberg

## Obres destacades
- Die mathematischen und physikalischen Theorien der Höheren Geodäsie Tom I, Tom I Die mathematischen Theorieen., Leipzig, Ed. B.G. Teubner, 1980, fàcsimil de 1962 per l'editorial Minerva, Frankfurt del Main, pàgina 4 (en català: Les teories matemàtiques i físiques de la geodèsia fonamental, tom I, les teories matemàtiques)
- Die mathematischen und physikalischen Theorien der Höheren Geodäsie Tom II, Die physikalischen Theorien, mit Untersuchungen über die mathematische Erdgestalt auf Grund der Beobachtungen, Leipzig, Ed. B.G. Teubner, 1884 (en català: Les teories matemàtiques i físiques de la geodèsia fonamental, tom II, Les teories físiques, amb recerques sobre la forma matemàtica de la Terra basades sobre observacions)